# Tanjung Jabung Timur
Tanjung Jabung Timur ist ein indonesischer Regierungsbezirk (Kabupaten) in der Provinz Jambi auf der indonesischen Insel Sumatra. Ende 2023 leben hier 240.223 Menschen, davon sind 122.507 (51,00 %) männlich und 117.716 (49,00 %) weiblich – auf 100 Frauen kommen also (rechnerisch) 104,07 Männer. Der Regierungsbezirk ist der bevölkerungsärmste aller Kabupaten der Provinz und belegt hinsichtlich der Fläche einen achten Platz. Die Bevölkerungsdichte ist die drittniedrigste (52,8 Einwohner je km²).

## Geographie

### Lage
Der Kabupaten Tanjung Jabung Timur liegt im Osten der Provinz Jambi und grenzt im Norden an den Kabupaten Tanjung Jabung Barat und im Süden und Westen an den Kabupaten Muaro Jamb i. Die etwa 150 km lange Küstenlinie zum Südchinesischen Meer stellt im Norden und Osten eine natürliche Grenze dar.
Geografisch werden die Koordinaten zwischen 0° 53′ und 1° 41′ s. Br. sowie zwischen 103° 23′ und 104° 31′ belegt.

## Verwaltungsgliederung
Der Regierungsbezirk Tanjung Jabung Timur gliedert sich seit 2004 in 11 Distrikte (indonesisch Kecamatan) mit 93 Dörfern, 20 davon waren als Kelurahan städtisch geprägt. Die Dörfer untergliedern sich weiter in Dusun und RT (Rukun tetangga).
| Code 1   | Kecamatan Distrikt          | Ibu Kota Verwaltungssitz | Fläche (km²) 6 | Einw. Zensus 2010 2 | Volkszählung 2020 | Volkszählung 2020 | Volkszählung 2020 | Anzahl der Desa/Kel. |
| Code 1   | Kecamatan Distrikt          | Ibu Kota Verwaltungssitz | Fläche (km²) 6 | Einw. Zensus 2010 2 | Einw. 3           | 0Dichte 40        | Sex Ratio 5       | Anzahl der Desa/Kel. |
| -------- | --------------------------- | ------------------------ | -------------- | ------------------- | ----------------- | ----------------- | ----------------- | -------------------- |
| 15.07.01 | Muara Sabak Timur           | Muara Sabak Ilir         | 388,06         | 30.906              | 32.606            | 84,0              | 102,36            | 10 / 2               |
| 15.07.02 | Nipah Panjang               | Nipah Panjang II         | 307,94         | 25.326              | 26.503            | 86,1              | 102,48            | 8 / 2                |
| 15.07.03 | Mendahara                   | Mendahara Ilir           | 538,58         | 25.581              | 26.675            | 49,5              | 104,23            | 8 / 1                |
| 15.07.04 | Rantau Raseu                | Bandar Jaya              | 177,55         | 22.078              | 24.780            | 139,6             | 103,52            | 10 / 1               |
| 15.07.05 | Sadu                        | Sungai Lokan             | 620,94         | 12.086              | 13.401            | 21,6              | 105,35            | 8 / 1                |
| 15.07.06 | Dendang                     | Rantau Indah             | 381,52         | 14.895              | 16.485            | 43,2              | 103,95            | 6 / 1                |
| 15.07.07 | Muara Sabak Barat           | Nibung Putih             | 277,47         | 15.233              | 21.409            | 77,2              | 103,22            | - / 7                |
| 15.07.08 | Kuala Jambi                 | Kampung Laut             | 113,95         | 14.003              | 14.485            | 127,1             | 106,54            | 4 / 2                |
| 15.07.09 | Mendahara Ulu               | Simpang Tuan             | 554,23         | 14.440              | 16.676            | 30,1              | 108,14            | 6 / 1                |
| 15.07.10 | Geragai                     | Pandan Jaya              | 556,30         | 20.919              | 26.202            | 47,1              | 105,83            | 8 / 1                |
| 15.07.11 | Berbak                      | Simpang                  | 1.169,17       | 9.805               | 10.591            | 9,1               | 106,45            | 5 / 1                |
| 15.07    | Kab. Tanjung Jabung Timur00 | Muara Sabak              | 5.085,71       | 205.272             | 229.813           | 45,2              | 104,34            | 73 / 20              |

### Soziale Daten 2020
| Merkmal                                                            | Kabupaten | 0Provinz Jambi0 |
| ------------------------------------------------------------------ | --------- | --------------- |
| Bevölkerung unterhalb der Armutsgrenze (Tsd.)0                     | 24,23     | 277,80          |
| Anteil der „armen Bevölkerung“ (indonesisch Penduduk miskin) (%)00 | 10,95     | 007,58          |
| Arbeitslosenrate (%)                                               | 01,41     | 005,13          |
| Lebenserwartung bei der Geburt (Jahre)                             | 73,37     | 073,33          |
| HDI-Index                                                          | 64,43     | 071,29          |
| Analphabetenquote (in %, 10+ J.)                                   | 03,43     | 001,54          |
| Anteil der Altersgruppen                                           | 0Real0    | 0Prozentual0    |
| Kinder (<15 J.)                                                    | 055.654   | 024,22          |
| arbeitsfähige Bevölkerung (15–64 J.)                               | 159.877   | 069,57          |
| Rentner und Pensionäre (>65 J.)                                    | 014.282   | 006,21          |

## Demographie
Bei den letzten zwei Volkszählungen stieg der Frauenanteil von 48,67 Prozent (2010: 99.913 Frauen von 205.272 Einwohnern) auf 48,94 Prozent (2020: 112.468 Frauen von 229.813 Einw.). Der Islam war und ist die vorherrschende Religion. Im Jahr 2023 bekannten sich 98,61 Prozent der Bevölkerung hierzu. Die Christen waren mit 3.132 Gläubigen (1,30 %) die zweitstärkste Glaubensgemeinschaft, davon waren 2.720 Protestanten. Angaben über die genutzten Gebäude liegen nicht vor.

### Aktuelle Bevölkerungsdaten zur Bevölkerungsfortschreibung
Nachfolgende Tabelle gibt den Einwohnerstand der 11 Kecamatan nach Geschlecht vom Jahresende 2022 und zum Jahresende 2023 wieder. Er resultiert aus den Ergebnissen der Fortschreibung durch die örtlichen Zivilregistrierungsbüros (Disdukcapil, indonesisch Dinas Kependudukan dan Pencatatan Sipil). Die Jahresendstände können in zwei interaktiven Karten abgerufen werden
| Kecamatan                   | Jahresende 2022 2 | Jahresende 2022 2 | Jahresende 2022 2 | Jahresende 2022 2 | Jahresende 2023 2 | Jahresende 2023 2 | Jahresende 2023 2 | Dichte 2023 | Sex Ratio 2023 3 |
| Kecamatan                   | Fläche (km²)      | Bev. insg.        | männl.            | weibl.            | Bev. insg.        | männl.            | weibl.            | Dichte 2023 | Sex Ratio 2023 3 |
| --------------------------- | ----------------- | ----------------- | ----------------- | ----------------- | ----------------- | ----------------- | ----------------- | ----------- | ---------------- |
| Muara Sabak Timur           | 400,62            | 32.747            | 16.508            | 16.239            | 33.311            | 16.834            | 16.477            | 83,1        | 102,17           |
| Nipah Panjang               | 292,89            | 26.718            | 13.552            | 13.166            | 27.179            | 13.768            | 13.411            | 92,8        | 102,66           |
| Mendahara                   | 503,97            | 26.588            | 13.600            | 12.988            | 26.816            | 13.754            | 13.062            | 53,2        | 105,30           |
| Rantau Rasau                | 197,55            | 25.832            | 13.071            | 12.761            | 26.208            | 13.263            | 12.945            | 132,7       | 102,46           |
| Sadu                        | 624,93            | 13.479            | 6.930             | 6.549             | 14.012            | 7.210             | 6.802             | 22,4        | 106,00           |
| Dendang                     | 331,82            | 17.020            | 8.637             | 8.383             | 17.336            | 8.801             | 8.535             | 52,2        | 103,12           |
| Muara Sabak Barat           | 277,00            | 23.212            | 11.748            | 11.464            | 23.962            | 12.133            | 11.829            | 86,5        | 102,57           |
| Kuala Jambi                 | 113,60            | 14.661            | 7.558             | 7.103             | 14.960            | 7.729             | 7.231             | 131,7       | 106,89           |
| Mendahara Ulu               | 576,34            | 17.270            | 8.969             | 8.301             | 17.811            | 9.258             | 8.553             | 30,9        | 108,24           |
| Geragai                     | 573,43            | 27.084            | 13.867            | 13.217            | 27.709            | 14.102            | 13.607            | 48,3        | 103,64           |
| Berbak                      | 270,34            | 10.822            | 5.616             | 5.206             | 10.919            | 5.655             | 5.264             | 40,4        | 107,43           |
| Kab. Tanjung Jabung Timur00 | 4.162,49          | 235.433           | 120.056           | 115.377           | 240.223           | 122.507           | 117.716           | 57,7        | 104,07           |

### Verzeichnis der Kelurahan
Die nachfolgende Liste gibt den Einwohnerstand zum Jahresende 2022 (Semester II/2022) und genau ein Jahr später für alle Kelurahan im Bezirk Tanjung Jabung Timur wieder. Innerhalb eines Jahres stieg die Einwohnerzahl der 20 Kelurahan um 1718 Einwohner (84.645 86.363).
Neben der Fläche und den Einwohnerzahlen sind auch deren Zugehörigkeiten zu den fünf Kecamatan aufgeführt, ebenso die errechneten Ergebnisse der Bevölkerungsdichte (in Einw. je km²) sowie des Geschlechterverhältnisses (Sex Ratio). Als erste Spalte ist der Strukturcode des indonesischen Innenministeriums angegeben. Er gibt gleichfalls Aufschluss über die Zugehörigkeit der Dörfer zu den übergeordneten Verwaltungsebenen: Die ersten drei Zahlenpärchen werden durch Punkte getrennt und geben die Provinz, den Regierungsbezirk (Kabupaten) und den Distrikt (Kecamatan) an. Als letztes folgt nach einem weiteren Trennungspunkt der vierstellige „Dorfcode“ – wobei städtisch geprägte Kelurahan immer mit 1 und „normale“ (ländliche) Desa mit einer 2 beginnen. Die Statistikseiten von BPS (Badan Pusat Statistik) verwenden eine andere Nomenklatur, auf die hier nicht näher eingegangen werden soll, da sie nur bei den Volkszählungen Anwendung findet.
Wie bei vorstehender Tabelle entstammen alle Daten der Fortschreibung durch die örtlichen Zivilregistrierungsbüros (Disdukcapil).
| Struktur- code | Kecamatan           | Kelurahan         | Bevölkerung am Jahresende 2022 | Bevölkerung am Jahresende 2022 | Bevölkerung am Jahresende 2022 | Bevölkerung am Jahresende 2022 | Bevölkerung am Jahresende 2023 | Bevölkerung am Jahresende 2023 | Bevölkerung am Jahresende 2023 | Bevölkerung am Jahresende 2023 | Bevölkerung am Jahresende 2023 |
| Struktur- code | Kecamatan           | Kelurahan         | Fläche (km²)                   | Gesamt                         | männlich                       | weiblich                       | Gesamt                         | männlich                       | weiblich                       | Dichte                         | Sex Ratio                      |
| -------------- | ------------------- | ----------------- | ------------------------------ | ------------------------------ | ------------------------------ | ------------------------------ | ------------------------------ | ------------------------------ | ------------------------------ | ------------------------------ | ------------------------------ |
| 15.07.01.1010  | Muara Sabak Timur   | Muara Sabak Ilir  | 18,01                          | 3.623                          | 1.809                          | 1.814                          | 3.700                          | 1.855                          | 1.845                          | 205,441                        | 100,54                         |
| 15.07.01.1013  | Muara Sabak Timur   | Muara Sabak Ulu   | 17,46                          | 3.654                          | 1.855                          | 1.799                          | 3.714                          | 1.881                          | 1.833                          | 212,715                        | 102,62                         |
| 15.07.02.1001  | Nipah Panjang       | Nipah Panjang I   | 63,21                          | 6.788                          | 3.483                          | 3.305                          | 6.936                          | 3.531                          | 3.405                          | 109,729                        | 103,70                         |
| 15.07.02.1002  | Nipah Panjang       | Nipah Panjang II  | 13,45                          | 9.039                          | 4.535                          | 4.504                          | 9.106                          | 4.579                          | 4.527                          | 677,026                        | 101,15                         |
| 15.07.03.1002  | Mendahara           | Mendahara Ilir    | 62,89                          | 7.149                          | 3.630                          | 3.519                          | 7.213                          | 3.677                          | 3.536                          | 114,692                        | 103,99                         |
| 15.07.04.1006  | Rantau Rasau        | Bandar Jaya       | 11,96                          | 4.662                          | 2.381                          | 2.281                          | 4.744                          | 2.411                          | 2.333                          | 396,656                        | 103,34                         |
| 15.07.05.1005  | Sadu                | Sungai Lokan      | 24,89                          | 1.739                          | 872                            | 867                            | 1.776                          | 887                            | 889                            | 71,354                         | 99,78                          |
| 15.07.06.1006  | Dendang             | Rantau Indah      | 27,14                          | 4.979                          | 2.509                          | 2.470                          | 5.026                          | 2.531                          | 2.495                          | 185,188                        | 101,44                         |
| 15.07.07.1001  | Muara Sabak Barat00 | Kampung Singkep00 | 73,21                          | 2.848                          | 1.455                          | 1.393                          | 2.889                          | 1.488                          | 1.401                          | 39,462                         | 106,21                         |
| 15.07.07.1002  | Muara Sabak Barat00 | Nibung Putih      | 30,12                          | 2.138                          | 1.084                          | 1.054                          | 2.213                          | 1.133                          | 1.080                          | 73,473                         | 104,91                         |
| 15.07.07.1003  | Muara Sabak Barat00 | Rano              | 31,28                          | 3.464                          | 1.767                          | 1.697                          | 3.580                          | 1.817                          | 1.763                          | 114,450                        | 103,06                         |
| 15.07.07.1004  | Muara Sabak Barat00 | Talang Babat      | 16,83                          | 4.587                          | 2.296                          | 2.291                          | 4.697                          | 2.352                          | 2.345                          | 279,085                        | 100,30                         |
| 15.07.07.1005  | Muara Sabak Barat00 | Parit Culum I     | 39,27                          | 6.184                          | 3.108                          | 3.076                          | 6.409                          | 3.203                          | 3.206                          | 163,203                        | 99,91                          |
| 15.07.07.1006  | Muara Sabak Barat00 | Parit Culum II    | 20,47                          | 2.039                          | 1.052                          | 987                            | 2.145                          | 1.109                          | 1.036                          | 104,787                        | 107,05                         |
| 15.07.07.1007  | Muara Sabak Barat00 | Teluk Dawan       | 65,83                          | 1.952                          | 986                            | 966                            | 2.029                          | 1.031                          | 998                            | 30,822                         | 103,31                         |
| 15.07.08.1001  | Kuala Jambi         | Kampung Laut      | 6,88                           | 4.268                          | 2.205                          | 2.063                          | 4.366                          | 2.237                          | 2.129                          | 634,593                        | 105,07                         |
| 15.07.08.1002  | Kuala Jambi         | Tanjung Solok     | 22,71                          | 4.166                          | 2.161                          | 2.005                          | 4.223                          | 2.202                          | 2.021                          | 185,953                        | 108,96                         |
| 15.07.09.1001  | Mendahara Ulu       | Simpang Tuan      | 64,33                          | 2.283                          | 1.211                          | 1.072                          | 2.357                          | 1.249                          | 1.108                          | 36,639                         | 112,73                         |
| 15.07.10.1010  | Geragai             | Pandan Jaya       |                                | 6.706                          | 3.459                          | 3.247                          | 6.863                          | 3.517                          | 3.346                          |                                | 105,11                         |
| 15.07.11.1001  | Berbak              | Simpang           | 37,80                          | 2.377                          | 1.248                          | 1.129                          | 2.377                          | 1.245                          | 1.132                          | 62,884                         | 109,98                         |

## Geschichte
Das Gebiet des heutigen Kabupaten lag in der 1956 gebildeten Provinz Sumatra Tengah (Zentralsumatra). Nach der Auflösung dieser kurzlebigen Provinz durch das Notstandsgesetz Nr. 19/1957 und Aufspaltung in die Provinzen Sumatra Barat, Riau und eben Jambi gehörte der Kabupaten zu letzterer.
Im Oktober 1999 wurde vom Kab. Tanjung Jabung sechs Distrikte abgetrennt und als neuer Regierungsbezirk Tanjung Jabung Timur selbständig. Zur Vermeidung von Verwechslungen wurde gleichzeitig der „Mutterbezirk“ in Tanjung Jabung Barat umbenannt.
Aus den ursprünglichen sechs Kecamatan entstanden bis heute fünf weitere, festgelegt in der Regionalverordnung 12/2004:
- Bildung des Kec. Berbak (1 Kel. und 5 Desa aus dem Kec. Rantau Rasau)
- Bildung des Kec. Geragai (1 Kel. und 8 Desa aus dem Kec. Mendahara)
- Bildung des Kec. Kuala Jambi (2 Dörfer und 2 Kelurahan aus den Kec. Muara Sebak Timur und Mendahara)
- Bildung des Kec. Mendahara Ulu (1 Kel. und 5 Desa aus dem Kec. Mendahara)
- Bildung des Kec. Muara Sebak Barat (7 Kelurahan aus den Kec. Muara Sebak Timur und Dendang)
- Mit der gleichen Regionalverordnung war zuvor der Kecamatan Muara Sebak in Muara Sebak Timur umbenannt worden.